# Zweden op het Europees kampioenschap voetbal 2008
Zweden was een van de zestien landen op Europees kampioenschap voetbal 2008 in Zwitserland en Oostenrijk. Ze wisten zich met 3 punten niet te plaatsen voor de kwartfinale. 2008 was de vierde deelname van Zweden aan het EK.

## Selectie
| Selectie      | Selectie              | Lars Lagerbäck    | Lars Lagerbäck | Lars Lagerbäck           |
| Nr            | Naam                  | Geboorte          | Caps           | Club                     |
| Doelmannen    |                       |                   |                |                          |
| 1             | Andreas Isaksson      | 3 oktober 1981    | 56 (0)         | Manchester City          |
| 12            | Rami Shaaban          | 30 juni 1975      | 16 (0)         | Hammarby IF              |
| 13            | Johan Wiland          | 24 januari 1981   | 3 (0)          | IF Elfsborg              |
| Verdedigers   |                       |                   |                |                          |
| 23            | Mikael Dorsin         | 6 oktober 1981    | 12 (0)         | CFR Cluj                 |
| 4             | Petter Hansson        | 14 december 1976  | 32 (1)         | Stade Rennais            |
| 14            | Daniel Majstorović    | 5 april 1977      | 15 (1)         | FC Basel                 |
| 3             | Olof Mellberg         | 3 september 1977  | 82 (4)         | Aston Villa              |
| 15            | Andreas Granqvist     | 16 april 1985     | 3 (0)          | Wigan Athletic FC        |
| 5             | Fredrik Stoor         | 28 februari 1984  | 5 (0)          | Rosenborg BK             |
| Middenvelders |                       |                   |                |                          |
| 2             | Mikael Nilsson        | 24 juni 1978      | 47 (3)         | Panathinaikos            |
| 16            | Kim Källström         | 24 augustus 1982  | 55 (8)         | Olympique Lyonnais       |
| 18            | Sebastian Larsson     | 6 juni 1985       | 4 (0)          | Birmingham City          |
| 7             | Niclas Alexandersson  | 29 december 1971  | 108 (7)        | IFK Göteborg             |
| 9             | Fredrik Ljungberg     | 16 april 1977     | 72 (14)        | West Ham                 |
| 6             | Tobias Linderoth      | 21 april 1979     | 75 (2)         | Galatasaray SK           |
| 8             | Anders Svensson       | 17 juli 1976      | 90 (15)        | IF Elfsborg              |
| 21            | Christian Wilhelmsson | 8 december 1979   | 51 (4)         | Deportivo La Coruña      |
| Aanvallers    |                       |                   |                |                          |
| 20            | Marcus Allbäck        | 5 juli 1973       | 73 (30)        | FC Kopenhagen            |
| 17            | Henrik Larsson        | 20 september 1971 | 95 (36)        | Helsingborgs IF          |
| 11            | Johan Elmander        | 27 mei 1981       | 35 (11)        | Toulouse FC              |
| 22            | Markus Rosenberg      | 27 september 1982 | 21 (6)         | Werder Bremen            |
| 10            | Zlatan Ibrahimović    | 3 oktober 1981    | 50 (18)        | FC Internazionale Milano |

## Kwalificatie

### Eindstand Groep F
| Land          | Wed | Win | Gel | Ver | DV | DT | +/- | Pnt |
| ------------- | --- | --- | --- | --- | -- | -- | --- | --- |
| Spanje        | 12  | 9   | 1   | 2   | 23 | 8  | 15  | 28  |
| Zweden        | 12  | 8   | 2   | 2   | 23 | 9  | 14  | 26  |
| Noord-Ierland | 12  | 7   | 2   | 4   | 17 | 14 | 3   | 20  |
| Denemarken    | 12  | 6   | 2   | 4   | 21 | 11 | 10  | 20  |
| Letland       | 12  | 4   | 0   | 8   | 15 | 17 | -2  | 12  |
| IJsland       | 12  | 2   | 2   | 8   | 10 | 27 | -17 | 8   |
| Liechtenstein | 12  | 2   | 1   | 9   | 9  | 32 | -23 | 7   |

2 september 2006
| Letland | 0 - 1 | Zweden |  |

6 september 2006
| Zweden | 3 - 1 | Liechtenstein |  |

7 oktober 2006
| Zweden | 2 - 0 | Spanje |  |

11 oktober 2006
| IJsland | 1 - 2 | Zweden |  |

28 maart 2007
| Noord-Ierland | 2 - 1 | Zweden |  |

2 juni 2007
| Denemarken | 0 - 3* | Zweden |  |

- (gestaakt bij 3 - 3, en omgezet in deze uitslag)

6 juni 2007
| Zweden | 5 - 0 | IJsland |  |

8 september 2007
| Zweden | 0 - 0 | Denemarken |  |

13 oktober 2007
| Liechtenstein | 0 - 3 | Zweden |  |

17 oktober 2007
| Zweden | 1 - 1 | Noord-Ierland |  |

17 november 2007
| Spanje | 3 - 0 | Zweden |  |

21 november 2007
| Zweden | 2 - 1 | Letland |  |

## Euro 2008
| Land        | Wed | Win | Gel | Ver | DV | DT | +/− | Pnt |
| ----------- | --- | --- | --- | --- | -- | -- | --- | --- |
| Spanje      | 3   | 3   | 0   | 0   | 8  | 3  | +5  | 9   |
| Rusland     | 3   | 2   | 0   | 1   | 4  | 4  | 0   | 6   |
| Zweden      | 3   | 1   | 0   | 2   | 3  | 4  | -1  | 3   |
| Griekenland | 3   | 0   | 0   | 3   | 1  | 5  | -4  | 0   |

|                        |             |                    |                                           |                                                                                |
| 10 juni 2008 20:45 uur | Griekenland | 0 – 2              | Zweden                                    | Wals-Siezenheim, Salzburg Toeschouwers: 31,063 Scheidsrechter: Massimo Busacca |
| 10 juni 2008 20:45 uur |             | (wedstrijdverslag) | 67' Zlatan Ibrahimović 72' Petter Hansson | Wals-Siezenheim, Salzburg Toeschouwers: 31,063 Scheidsrechter: Massimo Busacca |

|              |                        |                    |                                       |                                                   |
| 14 juni 2008 | Zweden                 | 1 – 2              | Spanje                                | Tivoli Neu, Innsbruck Scheidsrechter: Pieter Vink |
| 14 juni 2008 | Zlatan Ibrahimović 34' | (wedstrijdverslag) | 15' Fernando Torres 90+2' David Villa | Tivoli Neu, Innsbruck Scheidsrechter: Pieter Vink |

|              |                                              |                    |        |                                                          |
| 18 juni 2008 | Rusland                                      | 2 – 0              | Zweden | Tivoli Neu, Innsbruck Scheidsrechter: Frank De Bleeckere |
| 18 juni 2008 | Roman Pavljoetsjenko 24' Andrej Arsjavin 50' | (wedstrijdverslag) |        | Tivoli Neu, Innsbruck Scheidsrechter: Frank De Bleeckere |

Groep A:  Zwitserland ·  Tsjechië ·  Portugal ·  Turkije
Groep B:  Oostenrijk ·  Kroatië ·  Duitsland ·  Polen
Groep C:  Roemenië ·  Frankrijk ·  Nederland ·  Italië
Groep D:  Spanje ·  Rusland ·  Griekenland ·  Zweden
SvFF · A-internationals · Selecties · Bondscoaches · Zweeds vrouwenelftal · Olympisch elftal · Zweden U21 · Zweden U20 · Zweden U19 · Zweden U18 · Zweden U17 · Zweden U16 · Vrouwen U17
1908 – 1919 ·
1920 – 1929 ·
1930 – 1939 ·
1940 – 1949 ·
1950 – 1959 ·
1960 – 1969 ·
1970 – 1979 ·
1980 – 1989 ·
1990 – 1999 ·
2000 – 2009 ·
2010 – 2019 ·
2020 − 2029
EK 1960 · 
EK 1964 · 
EK 1968 · 
EK 1972 · 
EK 1976 · 
EK 1980 · 
EK 1984 · 
EK 1988 · 
EK 1992 ·
EK 1996 · 
EK 2000 ·
EK 2004 ·
EK 2008 ·
EK 2012 · 
EK 2016 · 
EK 2020
WK 1930 · 
WK 1934 ·
WK 1938 ·
WK 1950 ·
WK 1954 · 
WK 1958 ·
WK 1962 · 
WK 1966 · 
WK 1970 ·
WK 1974 ·
WK 1978 ·
WK 1982 · 
WK 1986 · 
WK 1990 ·
WK 1994 ·
WK 1998 · 
WK 2002 ·
WK 2006 ·
WK 2010 · 
WK 2014 · 
WK 2018
OS 1908 · 
OS 1912 · 
OS 1920 · 
OS 1924 · 
OS 1928 · 
OS 1932 · 
OS 1936 · 
OS 1948 · 
OS 1952 · 
OS 1956 · 
OS 1964 · 
OS 1968 · 
OS 1972 · 
OS 1976 · 
OS 1980 · 
OS 1984 · 
OS 1988 · 
OS 1992 · 
OS 1996 · 
OS 2000 · 
OS 2004 · 
OS 2008 · 
OS 2012 · 
OS 2016
1908 · 
1909 · 
1910 · 
1911 · 
1912 · 
1913 · 
1914 · 
1915 · 
1916 · 
1917 · 
1918 · 
1919 · 
1920 · 
1921 · 
1922 · 
1923 · 
1924 · 
1925 · 
1926 · 
1927 · 
1928 · 
1929 · 
1930 · 
1931 · 
1932 · 
1933 · 
1934 · 
1935 · 
1936 · 
1937 · 
1938 · 
1939 · 
1940 ·
1941 ·
1942 ·
1943 ·
1944  ·
1945 · 
1946 · 
1947 · 
1948 · 
1949 · 
1950 · 
1952 · 
1952 · 
1953 · 
1954 · 
1955 · 
1956 · 
1957 · 
1958 · 
1959 ·
1960 · 
1961 · 
1962 · 
1963 · 
1964 · 
1965 · 
1966 · 
1967 · 
1968 · 
1969 ·
1970 · 
1971 · 
1972 · 
1973 · 
1974 · 
1975 · 
1976 · 
1977 · 
1978 · 
1979 ·
1980 · 
1981 · 
1982 · 
1983 · 
1984 · 
1985 · 
1986 · 
1987 · 
1988 · 
1989 · 
1990 · 
1991 · 
1992 · 
1993 · 
1994 · 
1995 · 
1996 · 
1997 · 
1998 · 
1999 · 
2000 · 
2001 · 
2002 · 
2003 · 
2004 · 
2005 · 
2006 · 
2007 · 
2008 · 
2009 · 
2010 · 
2011 · 
2012 · 
2013 · 
2014 · 
2015 · 
2016 · 
2017 · 
2018 ·
2019 ·
2020 ·
2021
Albanië ·
Algerije ·
Argentinië ·
Armenië ·
Australië ·
Azerbeidzjan ·
Bahrein ·
Barbados ·
België ·
Bosnië en Herzegovina ·
Botswana ·
Brazilië ·
Bulgarije ·
Chili ·
China ·
Colombia ·
Costa Rica ·
Cuba ·
Cyprus ·
DDR ·
Denemarken ·
Duitsland ·
Ecuador ·
Egypte ·
Engeland ·
Estland ·
Faeröer ·
Finland ·
Frankrijk ·
Georgië ·
Griekenland ·
Hongarije ·
Ierland ·
IJsland ·
Iran ·
Israël ·
Italië ·
Ivoorkust ·
Jamaica ·
Japan ·
Joegoslavië ·
Jordanië ·
Kameroen ·
Kazachstan ·
Kosovo ·
Kroatië ·
Letland ·
Liechtenstein ·
Litouwen ·
Luxemburg ·
Maleisië ·
Malta ·
Mexico ·
Moldavië ·
Montenegro ·
Nederland ·
Nieuw-Zeeland ·
Nigeria ·
Noord-Ierland ·
Noord-Korea ·
Noord-Macedonië ·
Noorwegen ·
Oekraïne ·
Oezbekistan ·
Oman ·
Oostenrijk ·
Paraguay ·
Peru ·
Polen ·
Portugal ·
Qatar ·
Roemenië ·
Rusland ·
San Marino ·
Saoedi-Arabië ·
Schotland ·
Senegal ·
Servië ·
Singapore ·
Slovenië ·
Slowakije ·
Sovjet-Unie ·
Spanje ·
Syrië ·
Thailand ·
Trinidad en Tobago ·
Tsjechië ·
Tsjecho-Slowakije ·
Tunesië ·
Turkije ·
Uruguay ·
Venezuela ·
Verenigde Arabische Emiraten ·
Verenigde Staten ·
Verenigd Koninkrijk ·
Wales ·
Wit-Rusland ·
Zuid-Afrika ·
Zuid-Korea ·
Zwitserland
Brazilië (1958) ·
Duitsland (2006) ·
Duitsland (2018) ·
Engeland (2006) ·
Engeland (2012) ·
Engeland (2018) ·
Frankrijk (2012) ·
Griekenland (2008) ·
Ierland (2016) ·
Italië (2016) ·
Mexico (2018) ·
Oekraïne (2012) ·
Oekraïne (2021) ·
Paraguay (2006) ·
Polen (2021) ·
Rusland (2008) ·
Slowakije (2021) ·
Spanje (2008) ·
Spanje (2021) ·
Trinidad en Tobago (2006) ·
Zuid-Korea (2018) ·
Zwitserland (2018)